# Vathek

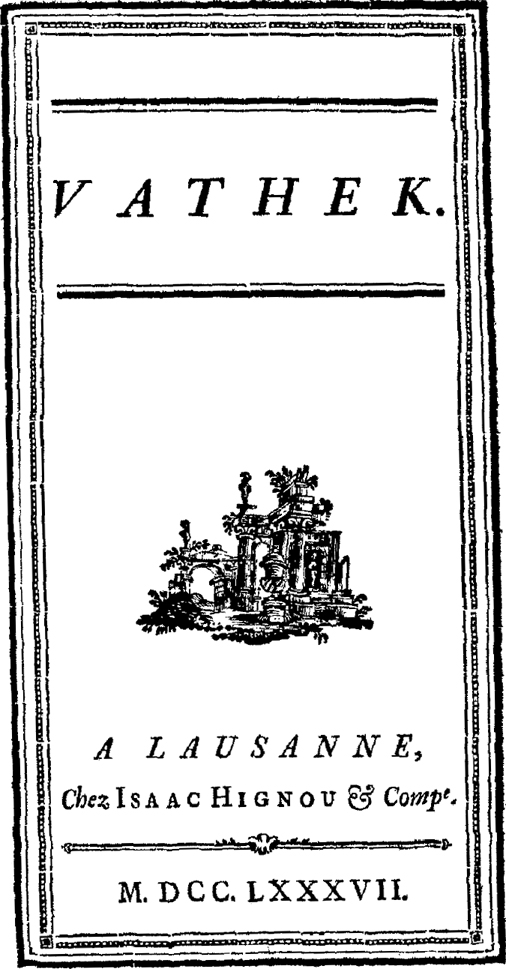
Titelblad från den första franska utgåvan

Vathek är en roman från 1786 av den engelske författaren William Beckford. Den handlar om en kalif som lämnar islam och hänger sig åt grymheter i jakten på övernaturliga krafter. Boken förenar två strömningar som var populära i England vid tiden för tillkomsten: den gotiska romanen och orientalismen, inspirerad av Tusen och en natt. Huvudpersonen är inspirerad av den abbasidiske kalifen Al-Wathiq (816–847).
Beckford skrev boken på franska men den gavs först ut i en engelsk översättning 1786. Den franska originalversionen gavs ut året därpå. Den gavs ut på svenska 1927 som Vathek eller kalifen på resa, översatt av Ragnhild Haglund. En nyöversättning av Arthur Isfelt gavs ut 2009.